# 베트남의 공항 목록

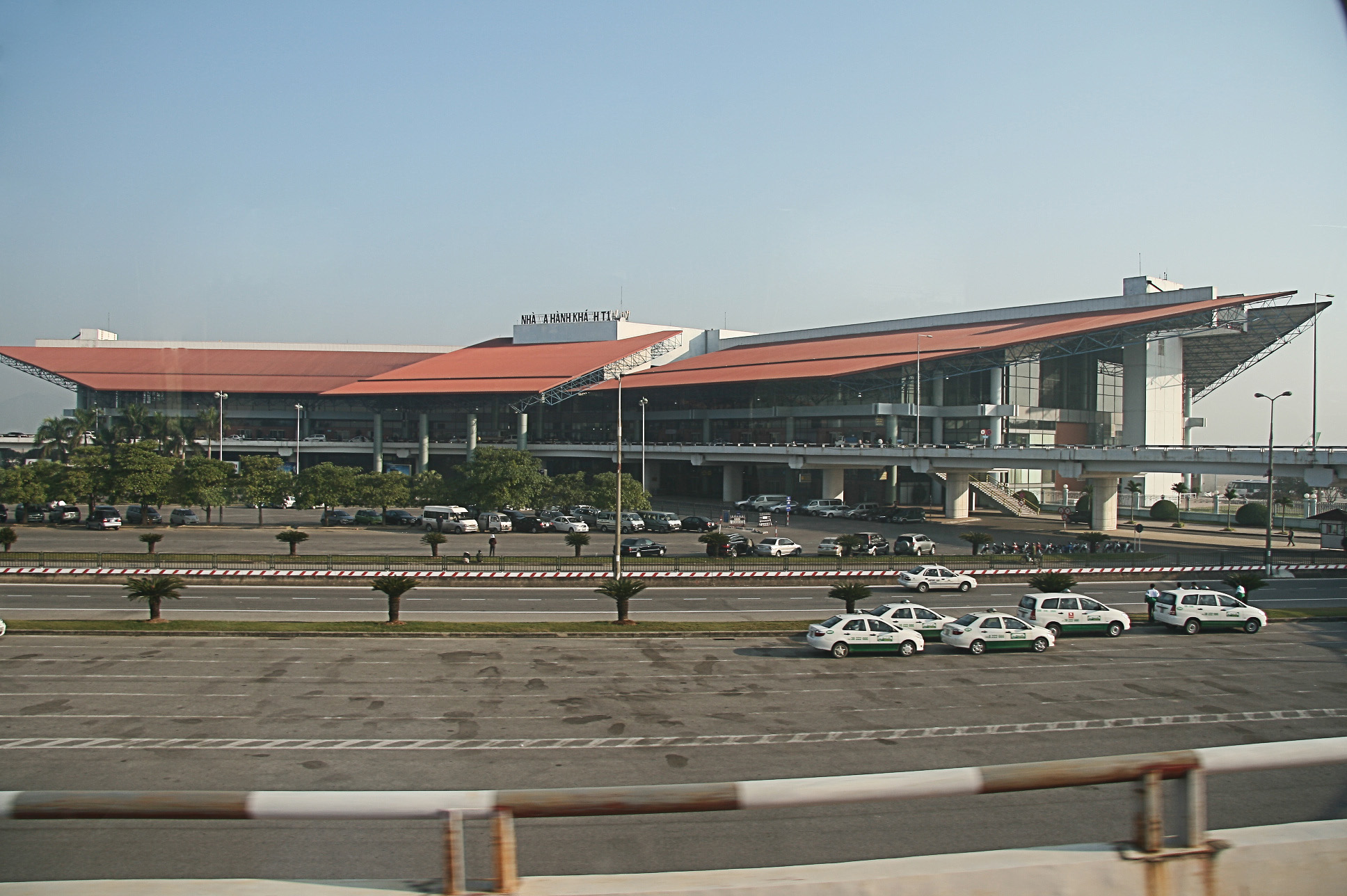
노이바이 국제공항 전경

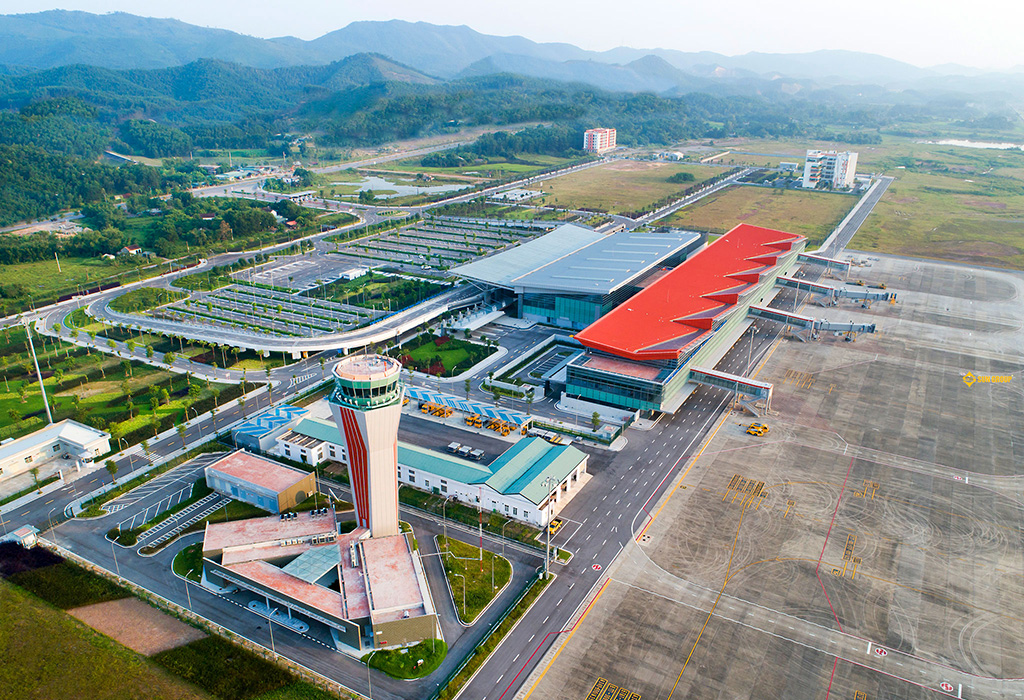
번돈 국제공항 전경

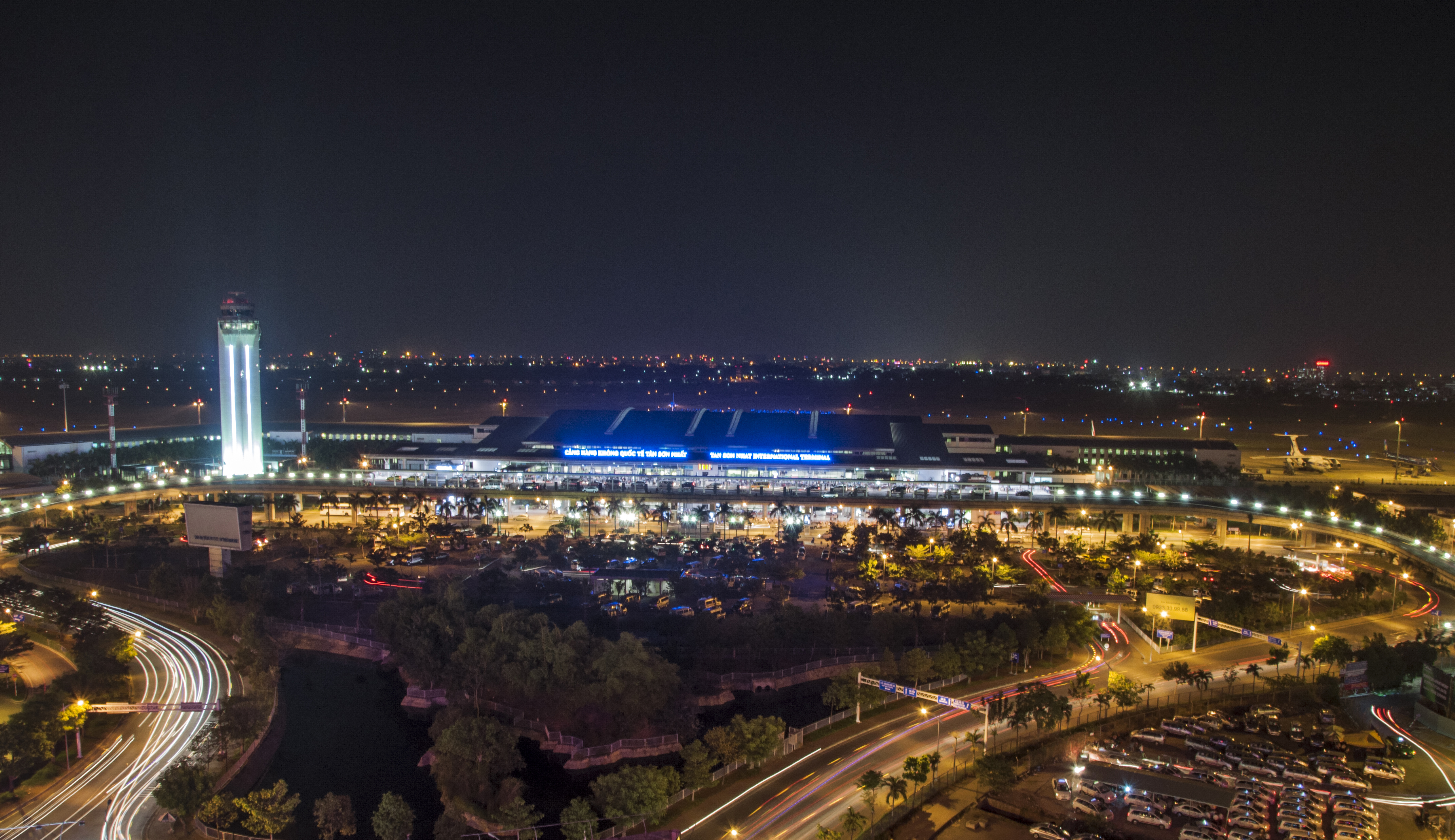
떤선녓 국제공항 전경

아래의 목록은 베트남의 공항 목록이다.

## 공항

### 국제 공항
| 하노이 \|\| align=center\|HAN \|\| align=center\|VVNB \|\| 노이바이 | 하노이 시   |
| 하이퐁 \|\| align=center\|HPH \|\| align=center\|VVCI \|\| 깟비     | 하이퐁 시   |
| 냐짱 \|\| align=center\|CXR \|\| align=center\|VVCR \|\| 깜라인     | 카인호아 성 |
| 껀터 \|\| align=center\|VCA \|\| align=center\|VVCT \|\| 껀터       | 껀터 시     |
| 다낭 \|\| align=center\|DAD \|\| align=center\|VVDN \|\| 다낭       | 다낭 시     |
| 호찌민 \|\| align=center\|SGN\|\|align=center\|VVTS \|\|떤썬녓      | 호찌민 시   |
| 달랏 \|\| align=center\|DLI \|\| align=center\|VVDL \|\| 리엔크엉   | 럼동 성     |
| 빈 \|\| align=center\|VII \|\| align=center\|VVVH \|\| 빈           | 예안성      |
| 락자 \|\| align=center\|PQC \|\| align=center\|VVPQ \|\| 푸꾸옥     | 끼엔장 성   |
| 후에 \|\| align=center\|HUI \|\| align=center\|VVPB \|\| 푸바이     | 후에 시     |
| 할롱 \|\| align=center\|VDO \|\| align=center\|VVVD \|\| 번돈       | 꽝닌 성     |
| 땀끼 \|\| align=center\|VCL \|\| align=center\|VVCA \|\| 추라이     | 꽝남 성     |

### 국내 공항
| 까마우 \|\| align=center\|CAH \|\| align=center\|VVCM \|\| 까마우         | 까마우 성      |
| 쁠래이꾸 \|\| align=center\|PXU \|\| align=center\|VVPK \|\| 쁠래이꾸     | 잘라이 성      |
| 부온마투옷 \|\| align=center\|BMV \|\| align=center\|VVPM \|\| 부온마투옷 | 닥락 성        |
| 꼰선섬 \|\| align=center\|VCS \|\| align=center\|VVCS \|\| 꼰다오         | 바리어붕따우성 |
| 뚜이호아 \|\| align=center\|TBB\|\|align=center\|VVTH \|\| 동탁           | 뚜이호아       |
| 락자 \|\| align=center\|VKG\|\|align=center\|VVRG \|\| 락자               | 락자           |
| 바리어붕따우성 \|\| align=center\|VTG\|\|align=center\|VVVT \|\| 붕따우   | 바리어붕따우성 |
| 디엔비엔푸 \|\| align=center\|DIN\|\|align=center\|VVDB \|\| 디엔비엔푸   | 디엔비엔푸     |

## 같이 보기
- 베트남의 교통
- 베트남의 항공사 목록